# Американский институт нефти
Американский институт нефти (англ. American Petroleum Institute, сокр. API) — крупнейшая национальная неправительственная организация США, занимающаяся исследованиями всех аспектов и обеспечивающая деятельность по регулированию вопросов в области нефтяной и газовой промышленности.

## История
Несмотря на то, что до 1859 года нефть добывалась в промышленных масштабах в качестве побочного продукта из соляных скважин, американская нефтяная промышленность начала развиваться в больших масштабах с открытием нефти в скважине Дрейка в западной Пенсильвании в 1859 году.
Американский институт нефти был создан 20 марта 1919 года для:
- Сотрудничества с правительством по всем проблемам общенационального значения
- Способствования внешней и внутренней торговле американскими нефтепродуктами
- Повышения интереса к нефтяной промышленности во всех её направлениях

В 1969 году API решила перенести свои офисы в Вашингтон, округ Колумбия.

## Деятельность
Одним из направлений деятельности Американского института нефти является разработка стандартов. Первые стандарты API были опубликованы в 1924 году.
Сегодня институт поддерживает более чем 500 стандартов и рекомендуемых практик, охватывающих все сегменты нефтяной и газовой промышленности в целях содействия использованию безопасного, взаимозаменяемого оборудования и проверенных инженерно-технических практик.